# Билалова, Марта Гаджиевна
Марта Гаджиевна Била́лова (1 марта 1941, Глубокое, Вилейская область — 7 мая 1980, Рига) — латвийская советская артистка балета. Заслуженная артистка Латвийской ССР (1969).

## Биография
Окончила Рижское хореографическое училище (1960) в первом выпуске класса Марины Сизовой, училась также у Валентина Блинова.
С 1960 г. и до конца жизни солистка Латвийского театра оперы и балета, танцевала чаще всего вместе с Артуром Экисом. Среди наиболее заметных партий — заглавная партия в балете Сергея Баласаняна «Шакунтала» (1963), получившая особое одобрение композитора, Дева Солнца в «Золоте инков» Олега Барскова (1969) — постановке «масштабной, эмоциональной, пластически выразительной» и пользовавшейся большой популярностью.
Танец Билаловой, отмечала «Энциклопедия латвийского балета», был полон поэзии и величественного покоя.
Похоронена на Лесном кладбище.

## Другие партии
- «Дон Кихот» Л. Минкуса — Повелительница дриад (1960)
- «Драгоценные камни» Я. Витола — Аметист (1961)
- «Симфонические танцы» С. Рахманинова — Девушка (1961)
- «Франческа да Римини» П. Чайковского — Франческа (1961)
- «Золушка» С. Прокофьева — Зима (1961)
- «Спящая красавица» П. Чайковского — фея Сирени (1962)
- «Сказка о попе и работнике его Балде» М. Чулаки — Поповна (1962)
- «Лесная песня» М. Скорульского — Русалка полевая (1963)
- «Радуга» Р. Оре — Голубой цвет (1963)
- «Спартак» А. Хачатуряна — Фригия (1964)
- «Гирлянда цветов» П. Барисонса — Лилия, Росянка (1965)
- «Тени» Л. Минкуса (фрагмент балета «Баядерка») — Никия (1965)
- «Сольвейг» Э. Грига — Сольвейг (1966)
- «Жизель» А. Адана — вилиса Мирта (1967)
- «Лебединое озеро» П. Чайковского — Одетта / Одиллия в па-де-де (1968)
- «Спридитис» А. Жилинского — Зелтите (1968)
- «Асель» В. Власова — Асель (1969)
- «Победа любви» Я. Медыньша — Тюльпан (1970)
- «Собор Парижской богоматери» на музыку Ч. Пуни, Р. Дриго, Р. Глазупа — Терпсихора (1970)
- «Корсар» А. Адана — Медора (1971)
- «Скарамуш» Я. Сибелиуса — Блонделен (1971)
- «Бахчисарайский фонтан» Б. Асафьева — Мария (1972)
- «Антоний и Клеопатра» Э. Лазарева — Октавия (1972)